# Небежка
Небежка (укр. Небіжка) — село в Луцкой городской общине Луцкого района Волынской области Украины.
До 2020 года входило в Киверцовский район.
Код КОАТУУ — 0721885005. Население по переписи 2001 года составляет 260 человек. Почтовый индекс — 45242. Телефонный код — 3365. Занимает площадь 0,786 км².